# Alexandre Louis Pommery
Pour les articles homonymes, voir Pommery (homonymie).
Alexandre Louis Pommery, né le 14 mars 1811 à Sedan (Ardennes) et mort le 15 février 1858 à Reims (Marne), est un négociant en laine, puis en champagne.

## Biographie
Il se marie le 9 mai 1840 avec Jeanne Alexandrine Louise Mélin, elle aussi originaire des Ardennes.
D'abord négociant en laine, il décide de se retirer de ce domaine pour investir dans le vignoble à l'annonce de la venue de son deuxième enfant. Ainsi, le 16 juillet 1856, il cofonde l'entreprise de champagne rémoise « Pommery & Greno » avec l'homme d'affaires Narcisse Greno en rachetant la totalité des actifs d'André Wibert, ancien partenaire de Greno, pour 60 000 francs.
La nouvelle activité de Pommery se concentre sur les crus de Verzenay, d'Aÿ et de Bouzy et rencontre très vite un succès, notamment en Belgique, en Angleterre et en Allemagne.
En 1858, Alexandre Louis Pommery meurt subitement d'une attaque,. Sa femme Jeanne Alexandrine, alors appelée « Mme Veuve Pommery » prend sa place dans la société qu'elle dirige et développe aux côtés de Greno, puis avec Henry Vasnier, collectionneur d'art rémois.